# Kobilica
A Kobilica (macedónul: Кобилица [Kobilica], albánul: Kobilicë) a Šar-hegység 2528 méter magas hegycsúcsa Koszovó és Észak-Macedónia határán. A koszovói Prizrenből és az észak-macedóniai Tetovo városából egyaránt jól látható. Időnként a Tetovói Matterhorn néven is emlegetik éles, piramisszerű formája miatt. 

## Képek

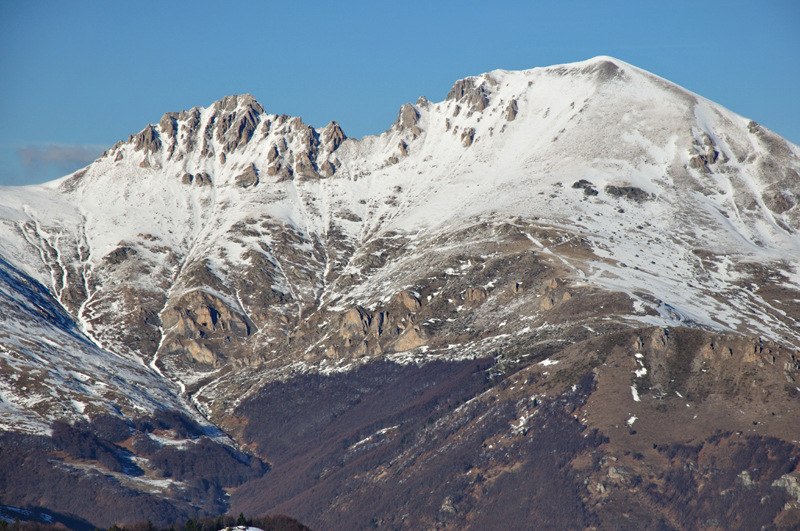
Kobilica látképe a déli oldalról
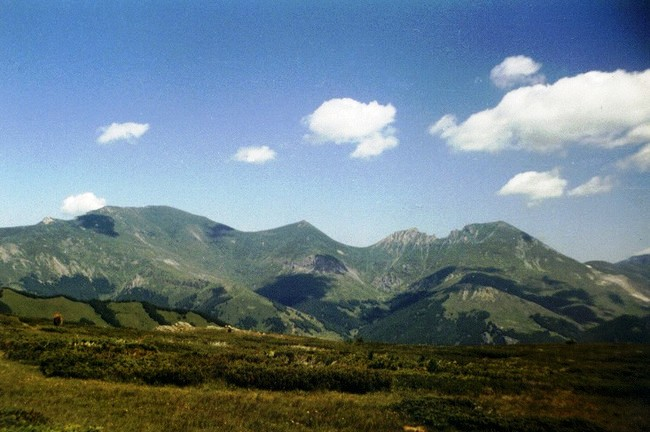
A Kobilica, a Treskavec és a Vrtop csúcsok (balról jobbra)

## Fordítás
Ez a szócikk részben vagy egészben  a   Kobilica című angol Wikipédia-szócikk ezen változatának fordításán alapul.  Az eredeti cikk szerkesztőit annak laptörténete sorolja fel. Ez a jelzés csupán a megfogalmazás eredetét és a szerzői jogokat jelzi, nem szolgál a cikkben szereplő információk forrásmegjelöléseként.